# Recep Ümit Uygun
Recep Ümit Uygun (* 20. Februar 1926 in Usak, Türkei; † 13. Oktober 2013 in Altınoluk (Edremit), Türkei) war ein deutsch-türkischer Mediziner.
Zusammen mit dem Leiter der Europäischen Akademie Berlin Hermann Krätschell erhielt er 1993 den Verdienstorden des Landes Berlin in „Anerkennung und Würdigung hervorragender Verdienste um die Stadt“. Uygun war niedergelassener Hausarzt in Berlin-Kreuzberg. Der Facharzt für Allgemeinmedizin, Bronchial- und Lungenheilkunde machte sich insbesondere verdient um die Themen „Krankheiten der Migranten“ und „interkulturelle Gesundheitsförderung“. Er war Gründungsmitglied der Berliner Gesellschaft Türkischer Mediziner e. V.